# Betainer

Strukturformel för trimetylglycin.

Betainer är en klass av organiska kemiska föreningar som har en positivt laddad katjonisk funktionell grupp (såsom en kvaternär ammoniumjon eller en fosfoniumjon) utan väteatomer, samt en negativt laddad funktionell grupp, såsom en karboxylatjon, som inte behöver finnas direkt vid katjonen. En betain är således en speciell form av zwitterjon.
Namnet betain användes ursprungligen specifikt på trimetylglycin, men har senare kommit att beteckna en klass av ämnen.